# Phymaturus extrilidus
Espèce
Statut de conservation UICN

 LC  : Préoccupation mineure
Phymaturus extrilidus est une espèce de sauriens de la famille des Liolaemidae.

## Répartition
Cette espèce est endémique de la province de San Juan en Argentine. Elle vit dans la puna.

## Description
C'est un saurien vivipare.

## Étymologie
Le nom spécifique extrilidus vient du latin extrilidus, sans peur, intrépide, en référence au fait que ce saurien se laisse approcher très facilement.

## Publication originale
- Lobo, Espinoza, Sanabria & Quiroga, 2012 : A New Phymaturus (Iguania: Liolaemidae) from the Southern Extreme of the Argentine Puna. Copeia, vol. 2012, no 1, p. 12-22.